# Неверник (Менандар)
Неверник (грч. Ἄπιστος) наслов је једне комедије грчкога песника Менандра, који је деловао у оквиру нове атичке комедије. Фрагмент овога комада сачуван је на папирусу.